# 海北海南道宣慰司
海北海南道宣慰司，元朝至元十七年（1280年）置，治所在雷州路（今广东省雷州市）。明朝洪武二年（1369年）废，辖境并入广东承宣布政使司。